# حي عصر العليا (صنعاء)

تعديل مصدري - تعديل

حي عصر العليا أحد أحياء مديرية الوحدة في مدينة صنعاء اليمنية، بلغ عدد سكانه 387 نسمة حسب التعداد السكاني في اليمن لعام 2004.

## الحارات
| الحارة          | عدد المساكن | عدد الأسر | الذكور | الأناث | الإجمالي |
| --------------- | ----------- | --------- | ------ | ------ | -------- |
| حارة عصر العليا | 49          | 48        | 203    | 184    | 387      |
| الإجمالي        | 49          | 48        | 203    | 184    | 387      |